# Parastenocaris silvana
Parastenocaris silvana is een eenoogkreeftjessoort uit de familie van de Parastenocarididae. De wetenschappelijke naam van de soort is voor het eerst geldig gepubliceerd in 2000 door Cottarelli, Bruno & Berera.